# Kościół Najświętszej Maryi Panny Królowej Korony Polskiej w Zakrzewie

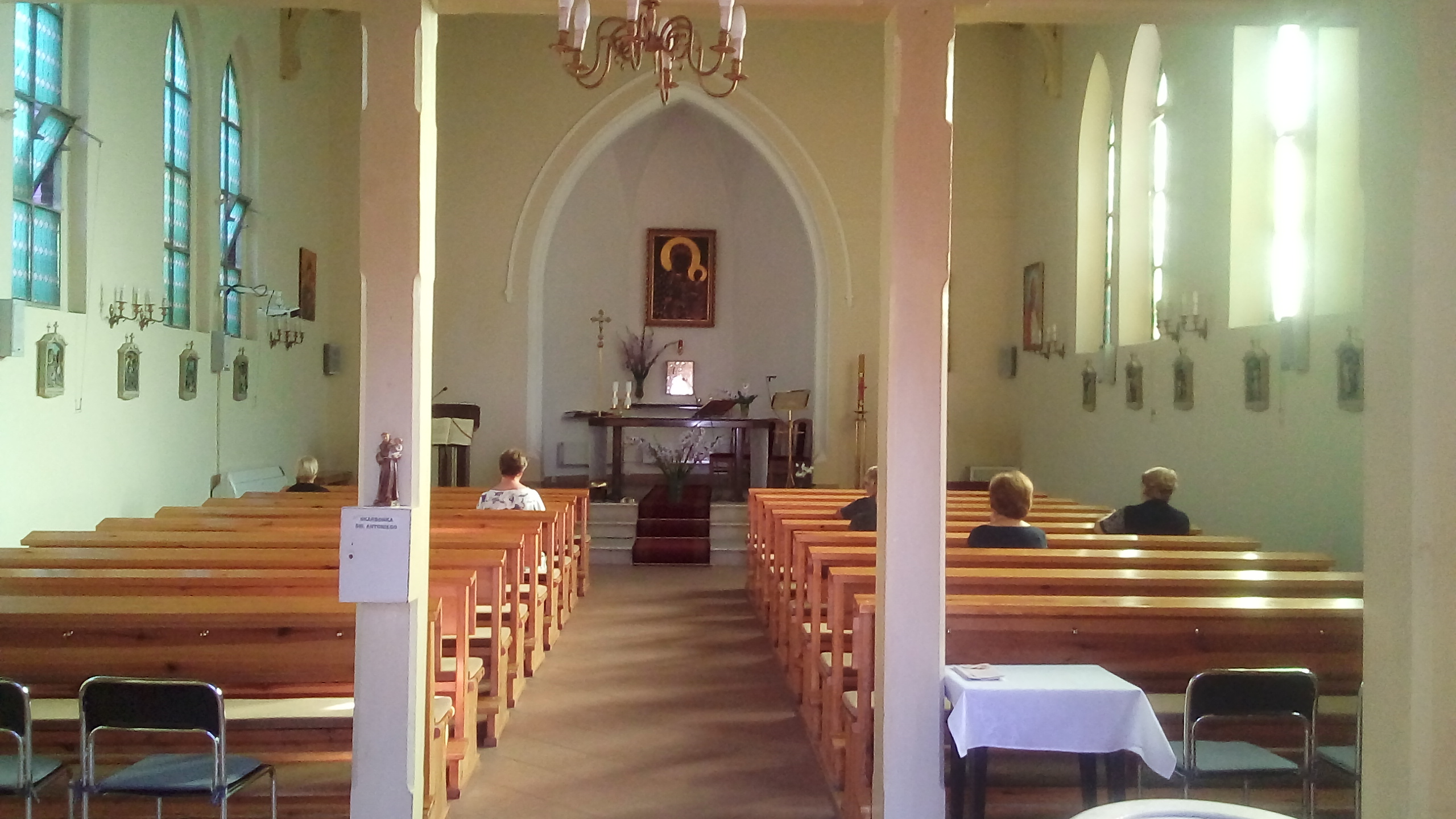
Wnętrze

Kościół Najświętszej Maryi Panny Królowej Korony Polskiej w Zakrzewie – zabytkowy kościół parafialny w Zakrzewie, w gminie Dopiewo, w powiecie poznańskim.
Kościół powstał dla ewangelików z Zakrzewa i okolic, którzy do czasu jego budowy musieli uczęszczać do kościoła św. Krzyża w Poznaniu (dzisiaj kościół Maryi Królowej). Budowę zakończono w 1887 r. W dniu 18 grudnia 1887 kościół został poświęcony przez generalnego superintendenta Kościoła Ewangelickiego w Wielkopolsce, Johannesa Hesekiela. Świątynię wybudowano stylu neogotyckim. 
Po drugiej wojnie światowej budynek został przejęty przez katolików i stał się kościołem filialnym parafii św. Marcina i św. Wincentego Męczennika w Skórzewie.
W latach 1970 – 1986 pełnił funkcję kościoła rektoralnego. Od 1 lipca 1986 jest kościołem parafialnym parafii Najświętszej Maryi Panny Królowej Korony Polskiej w Zakrzewie.